# André Ooijer
André Antonius Maria Ooijer (Amsterdam, 11. srpnja 1974.) je bivši nizozemski nogometaš i nacionalni reprezentativac. Svoju posljednju profesionalnu utakmicu odigrao je u dresu Ajaxa 2. svibnja 2012. u prvenstvenom susretu protiv VVV-Venloa.

## Karijera

### Klupska karijera

#### Počeci
Rođen u Amsterdamu, Ooijer je nogomet počeo trenirati već s pet godina. Najprije su to bili amaterski klubovi SDW i SDZ da bi u sezoni 1986./87. prešao u Ajaxovu školu nogometa. Osjećajući da ima male šanse u prvoj A momčadi zbog prejake konkurencije, pristao je na posudbu u FC Volendam u sezoni 1994./95.
Nakon jednogodišnje posudbe, igrač uvidjevši da i dalje ne može igrati za Ajax, potpisuje za Rodu Kerkrade. U novom klubu Oooijer se iskazao kao odličan desni bek te je igrao dobro i na pozicijama centralnog obrambenog i defenzivnog veznog. Zbog toga ga je sredinom sezone 1997./98. kupio PSV Eindhoven.

#### PSV Eindhoven
Tijekom gotovo deset godina igranja za klub, André Ooijer je osvojio pet naslova nizozemskog prvaka, četiri Superkupa i jedan kup. Također, bio je standardan igrač prve momčadi PSV-a koji je ostvarivao velike rezultate u Ligi prvaka.
15. srpnja 2005. Ooijer je izjavio da napušta klub te da je potpisao za Genovu. Ukupna vrijednost transfera je iznosila 1,5 milijuna eura. Međutim, dolazi do obrata kada talijanski nogometni savez pokreće istragu o namještanju utakmica poznatu kao "afera Calciopoli". Tako je Juventus ispao u Serie B, Genoa 1893 u Serie C1 dok su AC Milanu oduzeti bodovi. Zbog toga je cijeli transfer poništen dok se Ooijer vraća u klub iz Eindhovena.

#### Blackburn Rovers
23. kolovoza 2006. Ooijer potpisuje za engleski Blackburn Rovers koji PSV-u plaća odštetu od 2 milijuna GBP. Branič je s novim klubom potpisao dvogodišnji ugovor uz mogućnost produljenja na još jednu. Sam igrač je nakon nekoliko mjeseci izjavio da je otišao iz PSV Eindhovena jer je klub odbio njegov prijedlog o produženju postojećeg ugovora na tri godine.
Ooijer je debitirao za Blackburn Rovers 27. kolovoza 2006. protiv Chelseaja. Igrač je na tom susretu skrivio jedanaesterac nakon prekršaja na Johnu Terryju dok je sam penal realizirao Frank Lampard. Također, bio je djelomično kriv i za drugi gol koji je zabio Didier Drogba. Nakon ovog katastrofalnog početka uslijedio je i autogol protiv Manchester Cityja. Razlog tome bila je spora adaptacija na engleski sustav igre.
20. siječnja 2007. igrač je u svojem 20. premijerligaškom susretu slomio fibulu i poderao ligamente gležnja nakon nesretnog pada u utakmici protiv Cityja. Ozljeda ga je udaljila od terena do kraja sezone.
Na utakmici otvorenja sezone 2008./09. protiv Evertona, André Ooijer je zabio svoj prvi gol za klub. Riječ je o pobjedničkom golu za konačnih 3:2 u 94. minuti. Svoj drugi gol (također pobjednički) igrač je zabio Tottenham Hotspuru za konačnih 2:1. Riječ je o važnoj utakmici kada se Blackburn borio za opstanak u ligi.
25. ožujka 2009. Ooijer je potvrdio za PSV TV da će se vratiti u PSV Eindhoven nakon što mu postojeći ugovor s Blackburn Roversom istekne u svibnju 2009.

#### Povratak u PSV
21. svibnja 2009. igrač se vraća u Eindhoven gdje potpisuje jednogodišnji ugovor za PSV. Nakon godine dana Ooijer prelazi u redove suparničkog Ajaxa.

#### Ajax Amsterdam
Kao slobodan igrač, André napušta PSV te potpisuje za amsterdamski Ajax na jednu godinu. Za klub je debitirao 21. kolovoza 2010. u visokoj 3:0 pobjedi protiv Rode Kerkrade za koju je igrao na početku karijere. Svoj debitantski gol za novi klub, Ooijer je zabio protiv Heraclesa.
Istekom postojećeg, igrač je s klubom 15. travnja 2011. potpisao novi jednogodišnji ugovor. Tijekom svoje dvogodišnje karijere u Ajaxu, Ooijer je s klubom osvojio dva naslova nizozemskog prvaka.
13. ožujka 2012. igrač je najavio da se povlači iz nogometa nakon što završi postojeća sezona 2011./12. Svoju posljednju profesionalnu utakmicu igrač je odigrao 6. svibnja 2012. protiv Vitessea gdje je i zabio gol u 3:1 pobjedi.

### Reprezentativna karijera
André Ooijer je s Nizozemskom nastupio na tri svjetska (Francuska 1998., Njemačka 2006. i Južna Afrika 2010.) te jednom europskom prvenstu (Austrija / Švicarska 2008.).
Tadašnji izbornik Guus Hiddink stavio je igrača na reprezentativni popis za Mundijal u Francuskoj 1998. Ooijer je odabran kao zamjena Michaelu Reizigeru ali nije odigrao niti jednu utakmicu za Oranje.
Frank Rijkaard koji je naslijedio Hiddinka 1999., primijetio je Ooijerov nogometni napredak na klupskoj razini. Zbog toga ga je stavio na popis igrača za prijateljsku utakmicu protiv Brazila 5. lipnja 1999. Izbornik ga je uveo u igru kao zamjenu Reizigeru koji se ozlijedio tijekom susreta. Utakmica je završila s 2:2 i Ooijer je imao uvjerljiv reprezentativni debi. Ipak, unatoč odličnim nastupima u dresu PSV-a, igrač nije uvršten na konačan popis za EURO 2000. kojem je Nizozemska bila jedan od domaćina.
Na svoj drugi veliki nogometni turnir Ooijer je čekao do 2006. kada se održavalo Svjetsko prvenstvo u Njemačkoj. Reprezentaciu je tada vodio Marco van Basten a igrač je odigrao sva četiri susreta u cijelosti. Također, van Basten ga je stavio i na popis reprezentativaca za EURO 2008. gdje je odigrao dvije utakmice u skupini te četvrtfinale protiv Rusije gdje su Oranje poražene s 3:1.
27. svibnja 2010. nizozemski izbornik Bert van Marwijk je objavio popis 23 reprezentativca za predstojeći Mundijal u Južnoj Africi. Na tom turniru Ooijer je stavljen u početni sastav četvrtfinalnog dvoboja protiv Brazila kao zamjena za ozlijeđenog Jorisa Mathijsena. Oranje su taj susret dobile s 2:1 i plasirale se u polufinale a kasnije i u finale turnira.

#### Pogoci za reprezentaciju
| #  | Datum              | Mjesto                                 | Protivnik   | Pogodak | Rezultat | Natjecanje                                |
| -- | ------------------ | -------------------------------------- | ----------- | ------- | -------- | ----------------------------------------- |
| 1. | 19. studenog 2003. | Amsterdam ArenA, Amsterdam, Nizozemska | Škotska     | 2 : 0   | 6 : 0    | Kvalifikacije za EURO 2004.               |
| 2. | 3. rujna 2004.     | Utrecht, Nizozemska                    | Lihtenštajn | 2 : 0   | 3 : 0    | Prijateljska utakmica                     |
| 3. | 10. lipnja 2009.   | De Kuip, Rotterdam, Nizozemska         | Norveška    | 2 : 1   | 2 : 1    | Kvalifikacije za SP u Južnoj Africi 2010. |

## Privatni život
Ooijer je u braku s Joyce van de Kerkhof, kćerkom proslavljenog nogometaša Willyja van de Kerkhofa. Sa suprugom ima dvije kćeri, Demi i Danique. Tu su još i dva sina Denzell i Cerezo iz igračevih prijašnjih veza.

## Osvojeni trofeji

### Klupski trofeji
| Klub           | Trofej               | Sezona / godina |
| Nizozemska     | Nizozemska           | Nizozemska      |
| -------------- | -------------------- | --------------- |
| Roda Kerkrade  | Nizozemski kup       | 1997.           |
| PSV Eindhoven  | Nizozemski Superkup  | 1998.           |
| PSV Eindhoven  | Nizozemsko prvenstvo | 1999./00.       |
| PSV Eindhoven  | Nizozemski Superkup  | 2000.           |
| PSV Eindhoven  | Nizozemsko prvenstvo | 2000./01.       |
| PSV Eindhoven  | Nizozemski Superkup  | 2001.           |
| PSV Eindhoven  | Nizozemsko prvenstvo | 2002./03.       |
| PSV Eindhoven  | Nizozemski Superkup  | 2003.           |
| PSV Eindhoven  | Nizozemsko prvenstvo | 2004./05.       |
| PSV Eindhoven  | Nizozemski kup       | 2005.           |
| PSV Eindhoven  | Nizozemsko prvenstvo | 2005./06.       |
| Ajax Amsterdam | Nizozemsko prvenstvo | 2010./11.       |
| Ajax Amsterdam | Nizozemsko prvenstvo | 2011./12.       |

### Reprezentativni trofeji
| Nizozemska                          | Nizozemska | Nizozemska |
| Natjecanje                          | Trofej     | Godina     |
| ----------------------------------- | ---------- | ---------- |
| Svjetskom prvenstvo u Južnoj Africi | Srebro     | 2010.      |

## Vanjske poveznice
- Profil i statistika igrača na Wereldvanoranje.nl
- Statistika igrača na Soccerbase.com  Arhivirana inačica izvorne stranice od 15. rujna 2008. (Wayback Machine)
- FIFA.com  Arhivirana inačica izvorne stranice od 19. listopada 2012. (Wayback Machine)